# La Chilinga

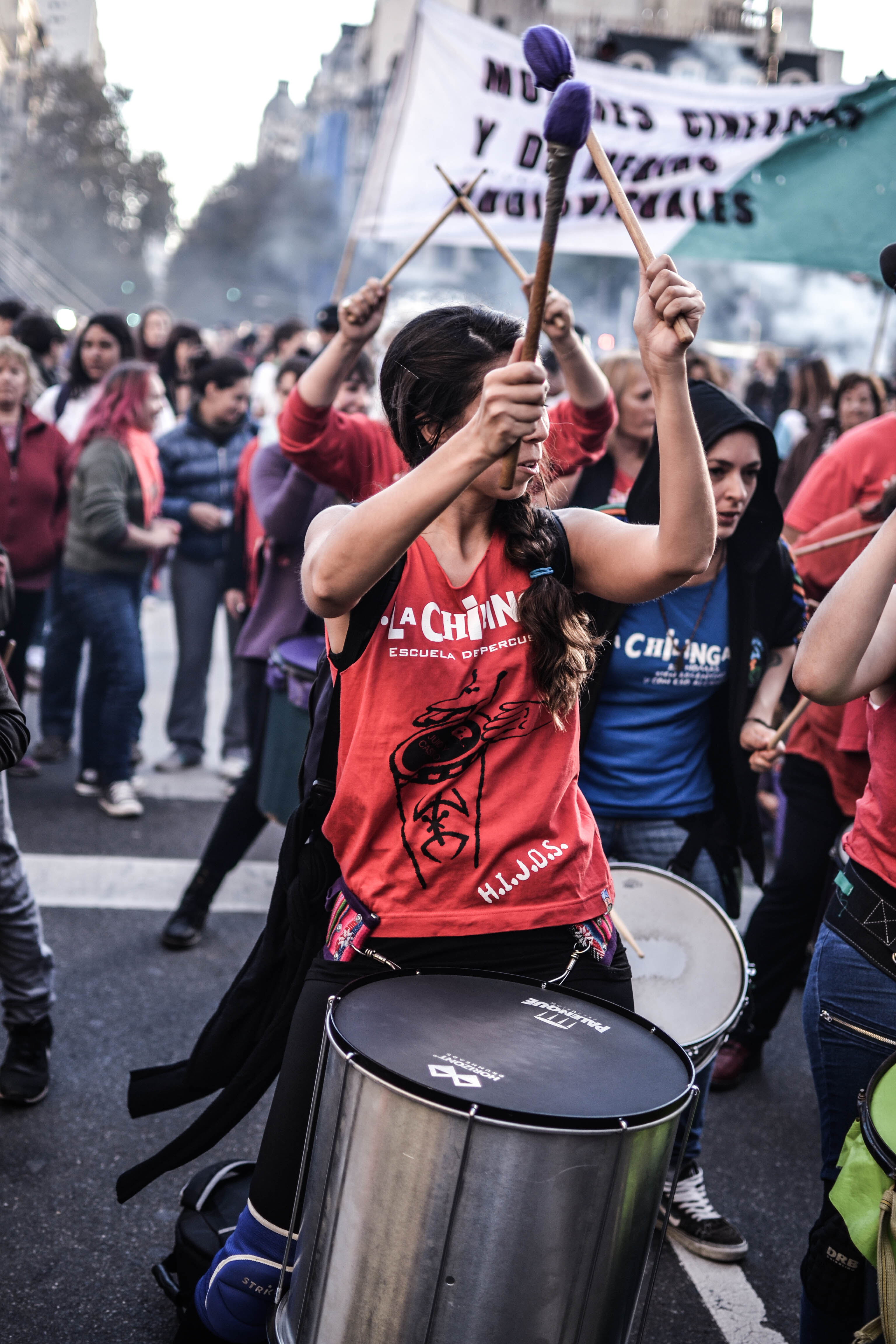
La Chilinga en la marcha Ni una menos en Buenos Aires.

La Chilinga es una escuela popular de Argentina de percusión que cuenta con más de 900 alumnos, argentinos y uruguayos. Fue fundada en el año 1995 por Daniel Buira, baterista de Los Piojos y de Vicentico. Dicha escuela se encuentra ubicada en las provincias de Buenos Aires, Córdoba, y cuenta con sedes en Martin Coronado, Florencio Varela, Saavedra, El Palomar, Lomas de Zamora, Villa Bosch y Villa General Belgrano además de poseer anexos en el Centro Cultural Sábato y ECUNHI (Espacio Cultural Nuestros Hijos), entre otros.
Los músicos de La Chilinga han participado en festivales solidarios, grabaron junto a músicos como Diego Torres, Fito Páez, Mercedes Sosa, Calle 13, Peteco Carabajal, Pedro Aznar, Sandra Mihanovich, Rubén Rada, Kevin Johansen y Los Cafres y dieron clases en las cárceles de Ezeiza.

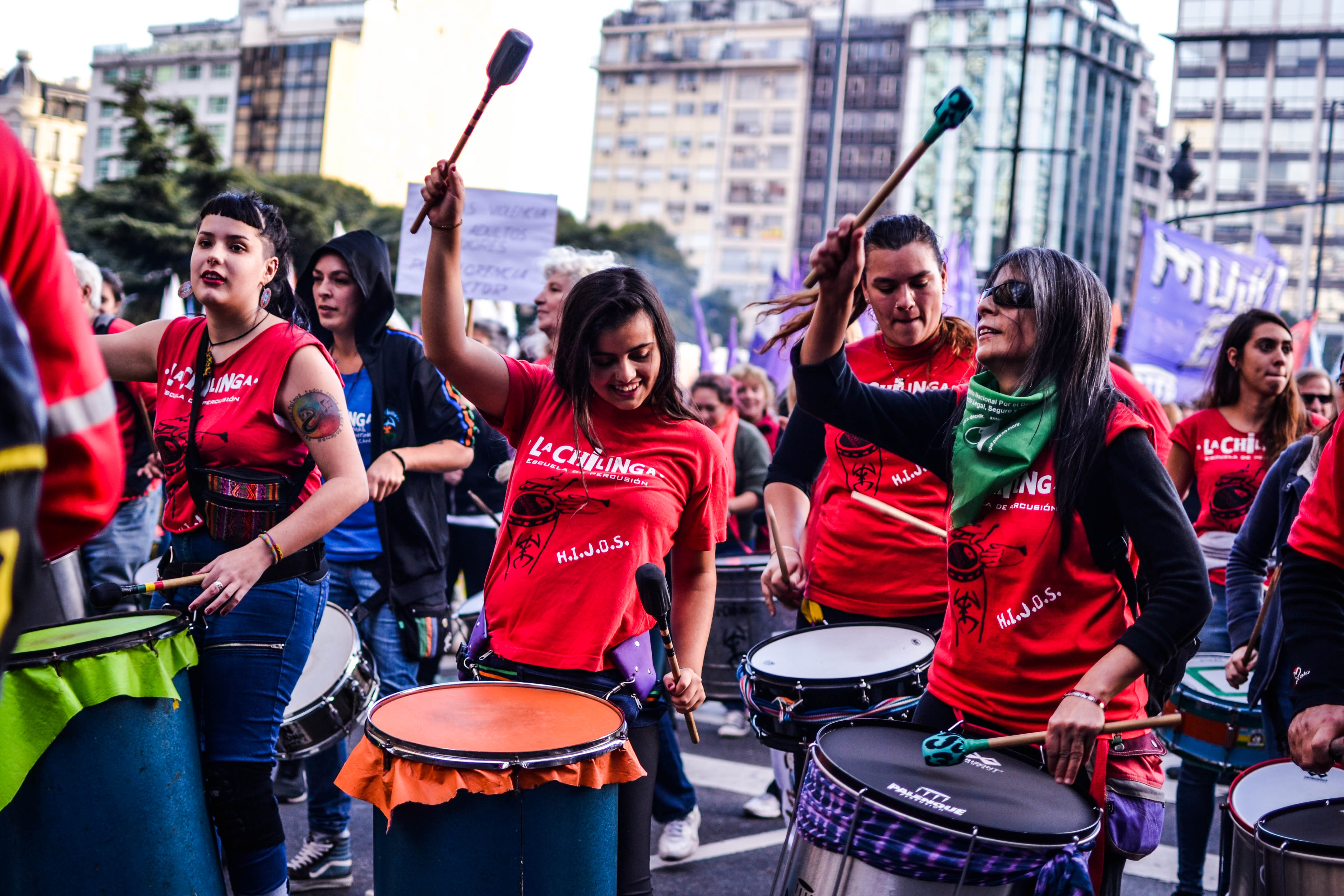
La Chilinga en la marcha Ni una menos en Buenos Aires.

Participan de la escuela adultos y jóvenes a partir de los 16 años, habiendo para los niños entre 6 y 16 años una escuela denominada "La Chilinguita", en donde aprenden danzas y música.
El disco Raíces, cuarto grabado por la institución, fue financiado por la ONG "AFS programas interculturales" y en su grabación participaron alrededor de 200 alumnos que ejecutaron canciones de variados ritmos, entre ellos el candombe, la baguala, el samba, el alcatraz y el guaguancó.

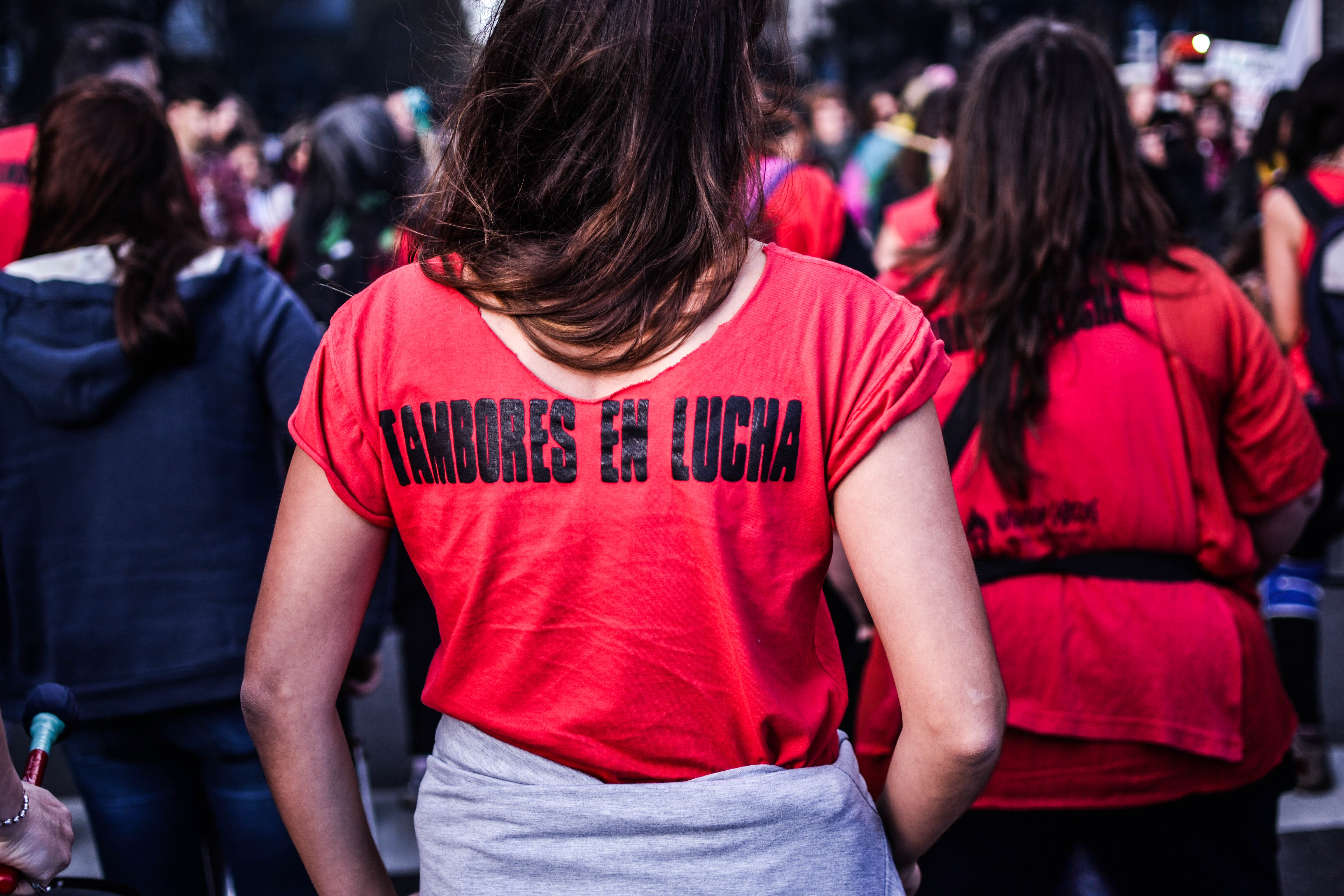
La Chilinga en la marcha Ni una menos en Buenos Aires.

## Discografía
- Percusión (1998)
- Viejos Dioses (2001)
- Muñequitos del tambor (2004)
- Raíces (2007)
- Banda Fantasma (2010)